# Els Molins (Areny de Noguera)
Els Molins o els Molins de Betesa és una localitat que pertany al municipi d'Areny de Noguera, a la Ribagorça (Aragó).
Està localitzat a prop del poble de Sant Orenç, del municipi de Sopeira. Va formar part de l'antic municipi de Betesa fins al 1966.
En el seu terme es troba una ermita romànica dedicada a Sant Pere del segle X i molt reformada al XVI.